# Rainha Internacional do Café 2013
Rainha Internacional do Café 2013 (em castelhano:  Reinado Internacional del Café 2013) foi a 42.ª edição do tradicional concurso de beleza feminino Rainha Internacional do Café, que é realizado anualmente durante a Feira de Manizales, considerada uma feira patrimônio cultural da Colômbia. O concurso reuniu vinte e três países e no final, a vencedora da edição anterior, a colombiana Ximena Vargas, coroou como sua sucessora Ivanna Colman, da Venezuela.

## Resultados

### Colocação
| Posição        | País e Candidata                    |
| Rainha do Café | - Venezuela - Ivanna Colman         |
| 2º. Lugar      | - Colômbia - Claudy Romaña          |
| 3º. Lugar      | - República Dominicana - Melody Mir |
| 4º. Lugar      | - Aruba - Larissa Leeuwe            |
| 5º. Lugar      | - Honduras - Giselle Valle          |

### Prêmios Especiais
- Apenas um prêmio especial no concurso deste ano:[2]

| Prêmio            | País e Candidata           |
| Miss Melhor Rosto | - Honduras - Giselle Valle |

### Rainha da Polícia
- Escolhidas pelos oficiais da corporação de Manizales:[3]

| Colocação  | País e Candidata |
| 1          | - Brasil - Andressa Mello                                                                                                |
| Finalistas | - Colômbia - Claudy Blandón - Peru - Claudia Manrique - Porto Rico - Mara Liz Rivera - República Dominicana - Melody Mir |

## Candidatas
As candidatas que disputaram essa edição:
| - Alemanha - Romy Krawczyk - Argentina - María Fernández - Aruba - Larissa Leeuwe - Bahamas - Kristie Farah - Bolívia - Adriana Rivera - Brasil - Andressa Mello - Canadá - Chelsea Bird - Colômbia - Claudy Romaña | - Costa Rica - Mariela Benavides - Equador - Katherine Espin - El Salvador - Martha Mendoza - Espanha - Beatriz Ortega - Estados Unidos - Tori Liesly - Haiti - Anedie Azael - Honduras - Giselle Valle - México - Alejandra Balderas | - Paraguai - Mónica Pascualoto - Peru - Claudia Manrique - Portugal - Patricia Ferreira - Porto Rico - Mara Liz Ramos - República Dominicana - Melody Mir - Taiwan - Jen-Ling Lu - Venezuela - Ivanna Colman |

## Histórico

### Desistências
- Guatemala - Noemi García
- Panamá - Lorena Ibañez

### Substituição
- Brasil - Osyanne Pilecco foi trocada por Andressa Mello pois quebrou o pé.

## Crossovers
Candidatas que participaram de outros concursos:
| Miss Universo - 2011: Haiti - Anedie Azael Miss Mundo - 2012: Honduras - Giselle Valle - 2013: Aruba - Larissa Leeuwe Miss Terra - 2012: Taiwan - Jen-Ling Lu Miss Internacional - 2012: Haiti - Anedie Azael (Semifinalista) - 2012: República Dominicana - Melody Mir (4º. Lugar) Miss Supranational - 2012: Bolívia - Adriana Rivera Miss Intercontinental - 2010: México - Alejandra Balderas - 2012: Portugal - Patricia Ferreira | Miss Atlântico Internacional - 2012: México - Alejandra Balderas Rainha Hispano Americana - 2009: República Dominicana - Melody Mir (3º. Lugar) - (Representando a Espanha) Miss Turismo Internacional - 2010: Paraguai - Mónica Pascualoto Miss Rainha do Turismo Internacional - 2011: Paraguai - Mónica Pascualoto Miss Model of the World - 2012: Costa Rica - Mariela Benavides (Semifinalista) |